# Гинучяй
Гинучяй (лит. Ginučiai) — небольшая деревня у озера Линкменас, Аукштайтский национальный парк, Игналинский район, Литва. Число жителей — 44 человека (2011). До города Игналина 16 км.

## История
Первое упоминание о городище Гинучай относится к 1374 году, в Ливонской хронике это старинное поселение упоминается как Линкменский замок. В честь посещения этой деревни литовским президентом А. Сметоной в 1934 году на близлежащем холме был установлен памятный камень. Этнографически относится к Аукштайтии — исторической области на северо-востоке современной Литвы.
В настоящее время является туристический центром. Одна из шести водяных мельниц, сохранившихся на территории Утенского уезда, по праву признана памятником техники XIX века, так как единственная сохранила все старинное оборудование. Мельница работала до 1970 года, в 1978 была восстановлена, а в 1985 году реконструирована. Теперь здесь музей.

## Интересные факты
Альгирдас Гайжутис, ректор Вильнюсского педагогического университета так отзывался о деревне:
В деревне в Гинучяй, говорят, издавна колёса мельницы об землю грохочут. У всей деревни даже окна дребезжали, когда из-под жерновов мука сыпалась. (А. Гайжутис)